# Marsypianthes
Marsypianthes es un género con seis especies de plantas con flores perteneciente a la familia Lamiaceae. Es originario de México y América tropical.

## Descripción
Son subarbustos o hierbas anuales o perennes, frecuentemente geoxílicas, aromáticas o víscido-glandulares. Hojas opuestas, simples, los márgenes dentados. Inflorescencias tirsoides o en cimas axilares, a veces pedunculadas; cimas con 1-3 a numerosas flores en cabezuelas esféricas laxas; brácteas y bractéolas presentes, angostamente elíptico-lanceoladas a lineares, en cimas con numerosas flores frecuentemente formando un involucro. Flores bisexuales, zigomorfas, cortamente pediceladas. Cáliz infundibuliforme, recto, actinomorfo, 5-lobado, frecuentemente teñido de púrpura a veces en forma conspicua, los lobos iguales, ancha a angostamente deltados, el ápice agudo a subulado, erecto o connivente inicialmente y con frecuencia volviéndose patente a reflexo en fruto. Corola marcadamente 2-labiada, 5-lobada, azul-violeta, lila o rara vez color crema; labio inferior con el lobo medio mucho más corto que los otros, los lobos laterales dirigidos hacia adelante; tubo cilíndrico, recto. Estambres 4, con filamentos pelosos. Estilo articulado, caduco proximalmente, la base cuadrangular y persistente fusionada a los carpelos a lo largo de su cara interna; disco nectarífero bien desarrollado, casi rodeando al ovario. Frutos en nuececillas cimbiformes, dorsalmente lisas, convexas, la superficie ventral fusionada a la base del estilo, separándose cóncava con márgenes laciniados involutos, la superficie dorsal mucilaginosa. Tiene un número de cromosomas de 2n = 30.

## Taxonomía
El género fue descrito por Mart. ex Benth. y publicado en Labiatarum Genera et Species 64. 1833. La especie tipo es: Marsypianthes hyptoides Mart. ex Benth. 
Etimología
Marsypianthes: nombre genérico  

## Especies aceptadas
A continuación se brinda un listado de las especies del género Marsypianthes aceptadas hasta mayo de 2015, ordenadas alfabéticamente. Para cada una se indica el nombre binomial seguido del autor, abreviado según las convenciones y usos.	
- Marsypianthes arenosa Brandegee, Univ. Calif. Publ. Bot. 10: 418 (1924).
- Marsypianthes burchellii Epling, Repert. Spec. Nov. Regni Veg. Beih. 85: 186 (1936).
- Marsypianthes chamaedrys (Vahl) Kuntze, Revis. Gen. Pl. 2: 524 (1891).
- Marsypianthes foliolosa Benth. in A.P.de Candolle, Prodr. 12: 85 (1848).
- Marsypianthes hassleri Briq., Bull. Herb. Boissier, II, 7: 620 (1907).
- Marsypianthes montana Benth. in A.P.de Candolle, Prodr. 12: 85 (1848).